# Pyrinia punctilinea
Pyrinia punctilinea là một loài bướm đêm trong họ Geometridae.